# Gastronomia de Líbia
La gastronomia de Líbia és una barreja de tradicions culinàries, pràctiques, aliments i plats associats a Líbia. Aquesta cuina recull bona part de les tradicions de la cuina berber, mediterrània, magribina, de l'Orient Mitjà, tunisiana i, en particular, egípcia. Està influenciada per la gastronomia dels pobles que van dominar la regió al llarg dels segles, com els fenicis, els grecs, els romans, els espanyols, els otomans i els italians.

## Història
Les primeres evidències de la cuina a Líbia es remunten al V mil·lenni aC. Els dibuixos trobats a les coves de Fezzan demostren com ja es produïa formatge en aquells temps.
En l'època de la dominació romana, el nord d'Àfrica era considerat el graner de l'imperi. En aquest període, milers de pagesos romans van anar a la regió per conrear les terres costaneres, caracteritzades per una bona fertilitat, i després enviar els seus productes a la resta de l'imperi.
Amb la invasió àrab vam assistir a la introducció de noves receptes i espècies procedents de la Xina, mentre que els otomans van introduir un nou mètode de cocció de la carn, és a dir, la graella, i les verdures farcides, com les albergínies, els carbassons o les fulles de vinya, que sovint els libis substitueixen amb ceba i patata. Durant l'ocupació italiana, el consum de pasta es va generalitzar, i aviat es va convertir en un aliment estable en la dieta líbia.

## Característiques
Antigament, els cereals, principalment el blat i l'ordi, l'oli d'oliva, els dàtils i les fruites (figues a Jabal Nafusa) eren els aliments bàsics, juntament amb el xai i el peix (a la costa).
A Trípoli, capital de Líbia, la cuina està especialment influenciada per la cuina italiana. Les pastes (a les quals anomenen macarona) són habituals així com els plats de marisc. Altres cuines locals com la cuina muntanyenca de les muntanyes i la cuina meridional del sud de Líbia són tradicionalment magribines, berbers i àrabs. S'afavoreixen les fruites i verdures i inclouen figues, dàtils, taronges, albercocs i olives.
D'acord amb la llei de la xaria, la carn de porc està prohibida als musulmans a Líbia, i també ho és el consum de begudes alcohòliques.

## Menjars i plats típics

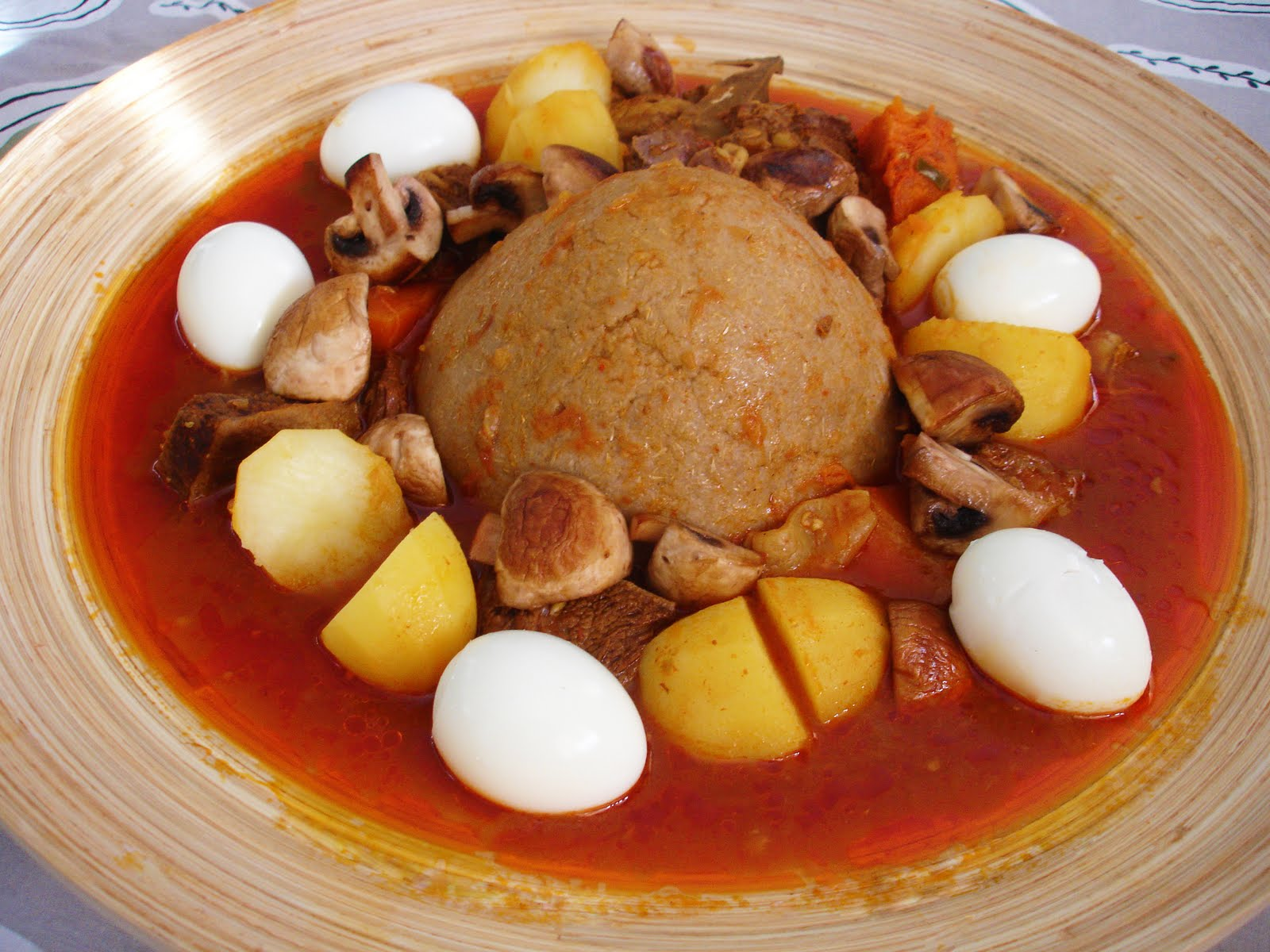
Bazin (centre) servit amb un guisat i ous durs sencers

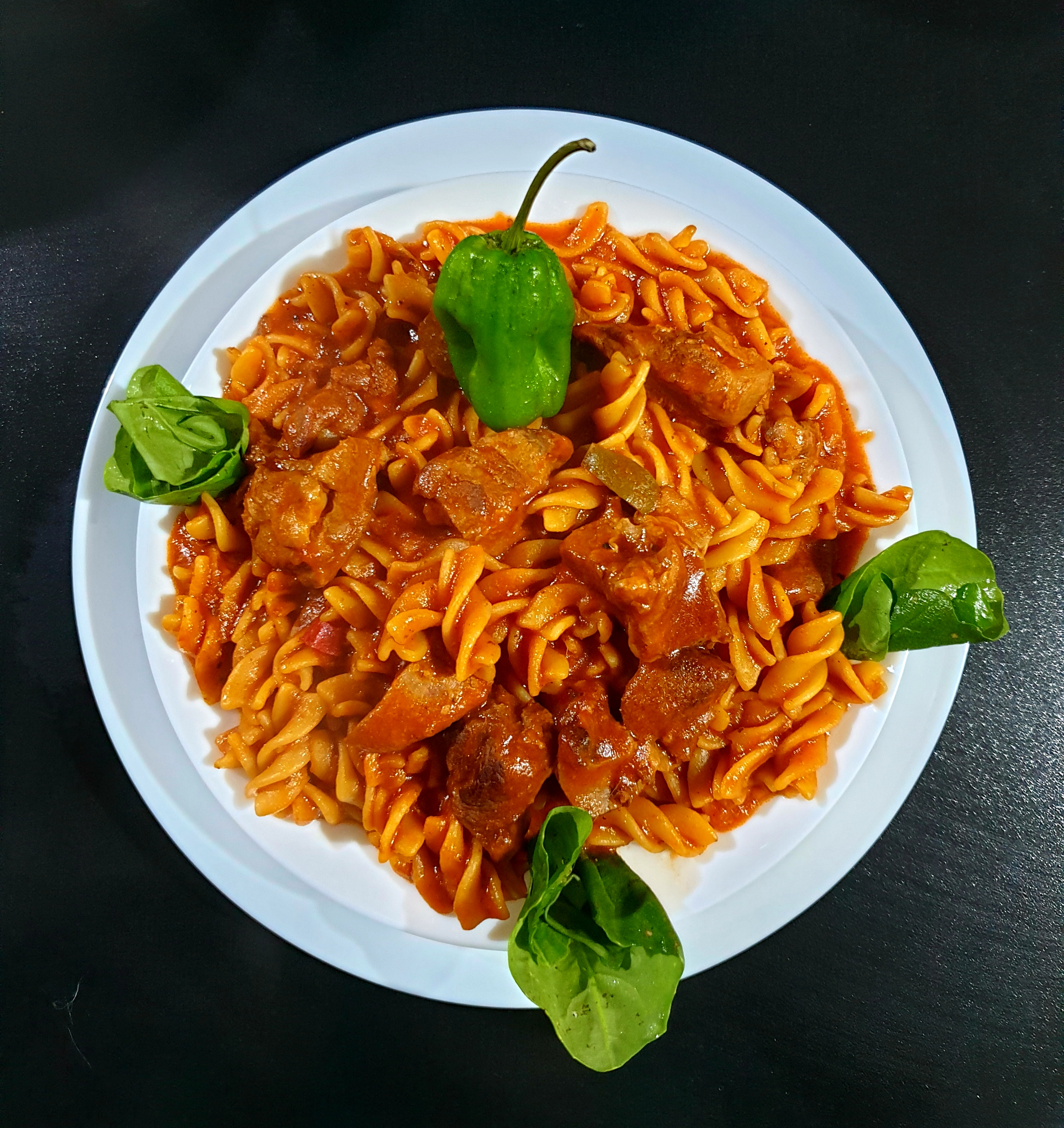
La mebakbaka és un plat molt conegut a la cuina líbia. Consisteix en pasta cuinada normalment amb brou de carn i salsa vermella en lloc de bullir-la amb aigua.

Un dels plats libis més populars és el bazin, un pa sense llevat preparat amb ordi, aigua i sal. Es prepara bullint farina d'ordi en aigua i després batent-la per crear una massa amb un magraf, que és un pal dissenyat únicament per a aquest propòsit.
El bazin és un aliment comú a Líbia, un tipus de pa molt comú d'origen neolític elaborat amb farina de blat bullida en aigua salada per obtenir una massa dura que després es col·loca al mig del plat. La salsa al voltant de la massa està feta de ceba picada i fregida i carn de xai, cúrcuma, sal, caiena i pebre negre, fenigrec, pebre vermell dolç i salsa de tomàquet. També es poden afegir patates. Finalment, els ous durs es disposen al voltant de la massa. A continuació, se serveix el plat amb llimona i pebrots frescos o marinats, coneguts com a amsyar.
Un altre dels plats més populars és una sopa espessa i picant, shorba arabiya (sopa àrab). Aquesta sopa conté molts dels ingredients que es troben en molts altres plats libis, com ara ceba, tomàquet, xai o pollastre, pebrot, pebre de Caiena, safrà, cigrons, menta, coriandre i julivert.
La batata mubattana (patates farcides), és un altre plat popular que consisteix en trossos de patates fregides farcides de carn picada picant i cobertes d'ou i pa ratllat. Un altre plat imprescindible és el cuscús (kouskoussi), que és força picant i es fa amb verdures, peix o carn (principalment vedella, de vegades pollastre, fins i tot de camell). El gra de sèmola és fi i s'acoloreix amb cúrcuma, i la salsa inclou moltes verdures i també patata bullida.
Altres plats coneguts al país són la shakshuka, una mena de truita feta amb salsa de tomàquet i xai picat, el baba ganush, una pasta feta amb llavors de sèsam i albergínies, i la molokhia, que consisteix en verdures guisades amb arròs.
Entre els tipus de pa sense llevat també hi ha la bsissa, un pa fet amb llavors condimentat amb oli i servit per esmorzar, i el fitaat, una mena de crep típica de la regió de Gadames feta amb fajol, llenties i xai cuinat en salsa. Unes postres fetes amb pa al forn són la matruda, que inclou, entre altres ingredients, llet, mantega, dàtils i mel.

## Begudes

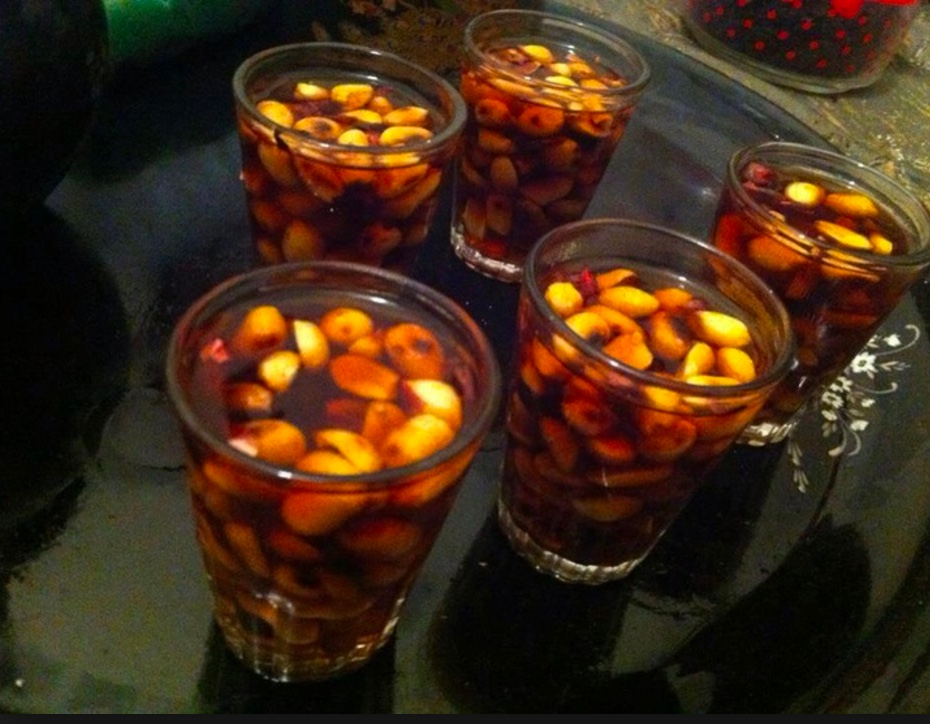
Te amb cacauets

El te libi és una beguda espessa que se serveix en un got petit, sovint acompanyat de cacauets o de kaak malih. A Líbia també es consumeix cafè dels Estats Units i de Colòmbia, conegut amb el nom impropi de "Nescafé"; les importacions cafeteres provenen principalment de l'Índia, el Brasil, Itàlia, Turquia i Jordània. També s'hi consumeixen refrescs i aigua mineral. El te amb menta també és una beguda popular. Totes les begudes alcohòliques estan prohibides a Líbia des de 1969, d'acord amb algunes interpretacions locals de les lleis religioses de l'Islam. No obstant això, està disponible un esperit casolà anomenat bokha, que es consumeix sovint barrejat amb refrescs.